# Iglesia de Nuestra Señora de la Asunción (Albendea)
La iglesia de Nuestra Señora de la Asunción es un edificio del municipio español de Albendea, en la provincia de Cuenca. Cuenta con el estatus de Bien de Interés Cultural.

## Historia

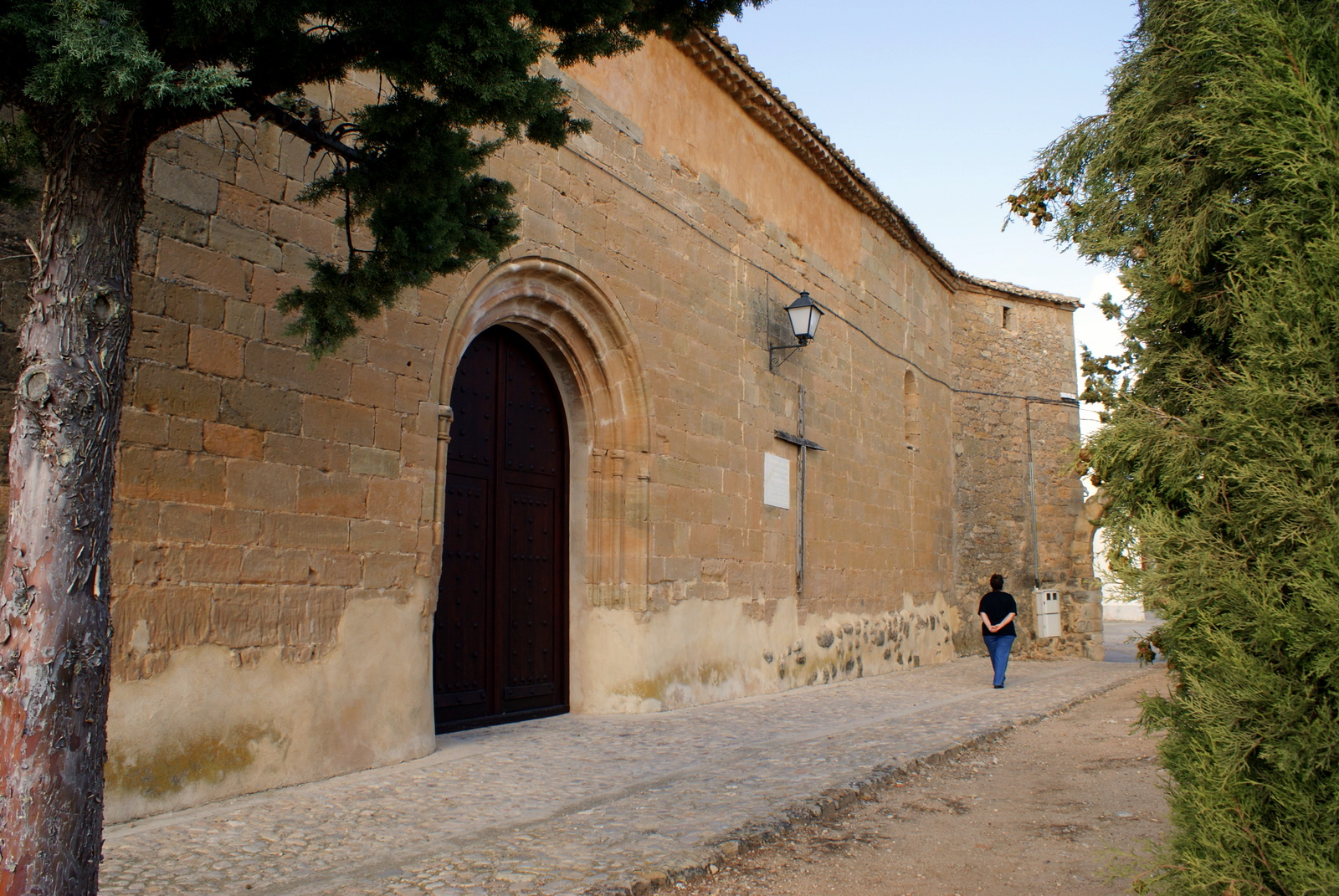
Fachada sur

Su construcción se inició en un momento de transición entre el románico y el gótico.
Al siglo XIII correspondería su ábside románico y la estructura básica del edificio. Posteriormente se añadió la nave de la izquierda, respondiendo a necesidades de espacios, ante un aumento de la población de Albendea, cuando se construyó la espadaña.
En el siglo XIX se realizó un revestimiento del interior de la iglesia, a base de enlucidos, que a finales del siglo XX se encuentran muy deteriorados, con humedades.
El 19 de febrero de 1992, fue declarada Bien de Interés Cultural, con la categoría de monumento, mediante un decreto publicado el 4 de marzo de ese mismo año en el Diario Oficial de Castilla-La Mancha.

## Descripción

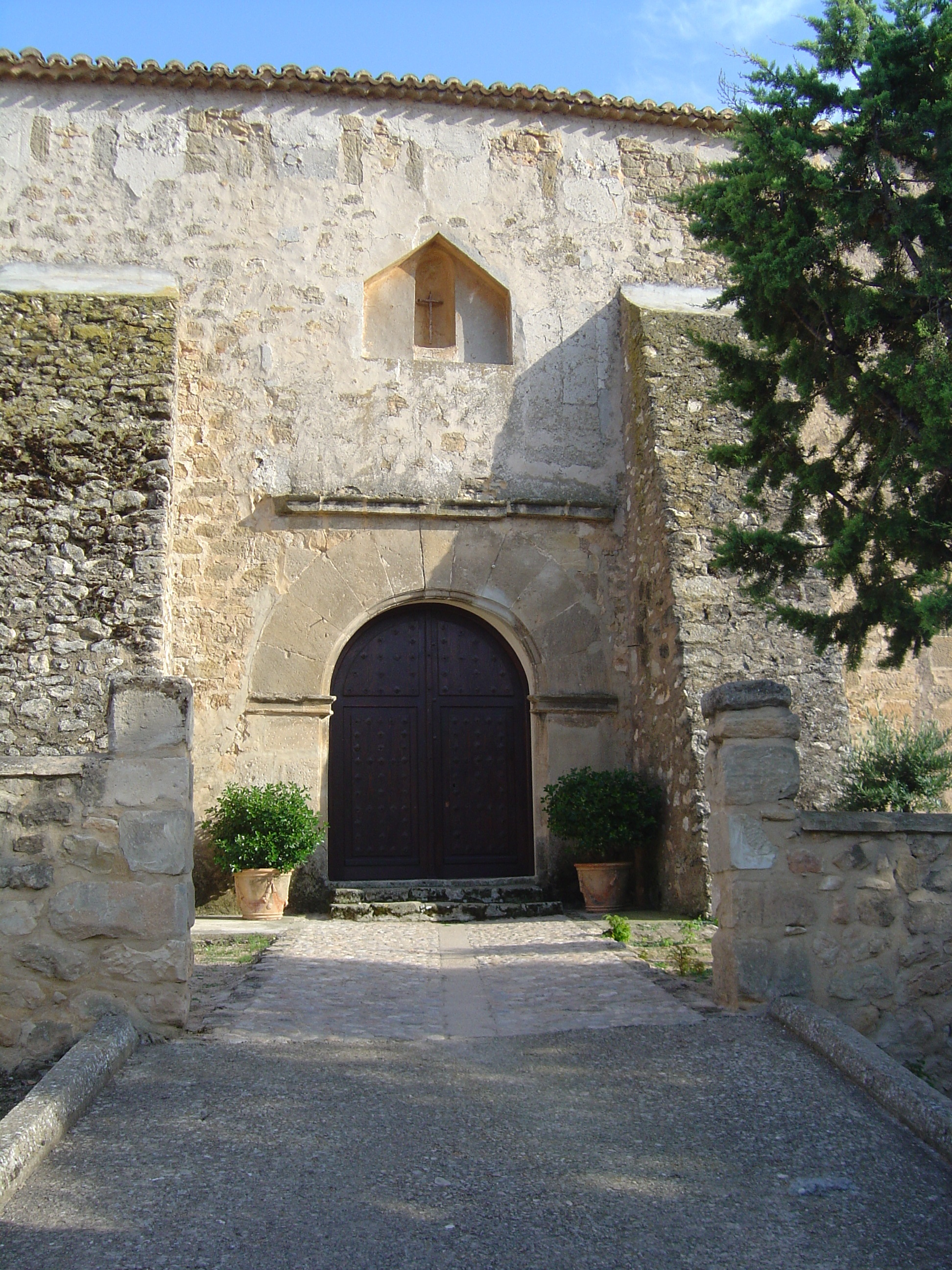
Fachada

El inmueble se ubica en la plaza del Generalísimo del municipio conquense de Albendea, en Castilla-La Mancha. Conserva muy pocos elementos de su fábrica primitiva. Es un claro ejemplo de iglesia enclavada en una zona pobre, muy apartada de los caminos principales y en la cual no ha habido un mecenas impulsor de las obras. Todo ello ha supuesto numerosas etapas de construcción que se iban sucediendo en el tiempo, con la consiguiente mezcla de estilos. Consta de tres naves de cuatro tramos, con ábside semicircular la central y coro a los pies. Conserva su ábside románico una ventana aspillera de sillares lisos, por la que penetra luz en el hueco del sagrario del altar mayor, produciendo un efecto curioso. El ábside está abovedado y sus pinturas imitan los gallones de una cúpula.
La nave central, más ancha y alta que las laterales, está separada de las mismas por arcos apuntados que rasgan los muros intermedios. La nave a la izquierda es un añadido posterior a la obra original. Al ser más ancha que la nave de la derecha provoca una sensación de desequilibrio. Las dos están cubiertas por bóvedas de arista. Se conserva el cancel de hierro que separa el altar mayor del resto de la nave central. Todo el interior está pintado ocultando la fábrica de piedra, excepto el interior de los arcos que separan las naves en los que se aprecian buenos sillares.
Al exterior, la iglesia es exenta. Tiene construcción de mampostería con sillares en la fachada este, la espadaña y el enmarque de las ventanas y los contrafuertes. Su cabecera semicircular tiene ocultos sus extremos, ya que está embebida a ambos lados por la sacristía y el acceso a la espadaña. Tiene dos puertas: la del mediodía, muy sencilla, con arco de medio punto, ligeramente abocinada, con tres baquetones, totalmente lisos, sobre columnitas, cuyas basas y mitad del fuste han desaparecido. Cuenta con capiteles exentos de decoración. La espadaña, en la cabecera de mediodía, cuenta con tres troneras, la superior en el frontón triangular, mucho más pequeña. A los pies tres grandes contrafuertes sujetan la nave central.